# Andrew Winer
Andrew Winer (1966) é um autor e ensaísta norte-americano.

## Biografia e Obra
Andrew Winer cresceu na região da Baía de São Francisco. Ele estudou pintura na Universidade da Califórnia e no California Institute of the Arts e trabalhou durante vários anos como artista e crítico de arte. Em 2000, completou seu MFA (Master of Fine Arts) em Criação literária na Universidade da Califórnia, Irvine.
Seu primeiro romance, The Color Midnight Made, foi lançado em 2003 e foi considerado um Best-seller. Em 2010, seu segundo romance, The Marriage Artist, foi lançado.
Winer é professor na Universidade da Califórnia, Riverside. Em colaboração com o Santa Barbara Museum of Art, ele presidiu painéis de discussão com colegas como Rachel Cusk, Geoff Dyer, Alex Espinoza, Juan Felipe Herrera, Jane Smiley, Colm Tóibin e Adam Zagajewski

Winer mora em Los Angeles, Califórnia.

## Obras

### Romances
- The Color Midnight Made. Washington Square Press. 2003.
- The Marriage Artist. Henry Holt and Co. 2010 / Picador. 2011.

### Contos
- "Whimper". Black Clock Journal. Número. 21. Primavera/verão de 2016.
- "The Journalist". The Warwick Review. Vol. III No.1. S. 39–46. Março de 2014.

### Ensaios
- "Neue Sachlichkeit". Art Issues. Vol. 16. Los Angeles. 1991.
- "Richard Misrach". Art Issues. Vol. 18. Los Angeles. 1991.
- "Bruce Nauman. ART + PERFORMANCE". Bruce Nauman. Robert C. Morgan. Johns Hopkins University Press. 2002. pg. 206–207.
- "Zijn Nood is de Onze". Nexus 55. Niederlande. 2010. Tradução de Gerda Baardman.
- "Charles Long". BOMB. 119 / Primavera 2012. New York.
- "Our Distraction." Los Angeles Review of Books. Los Angeles. 2013.
- "Limited Belief". Midwest Studies in Philosophy. Vol. 37: Vol. 37:1 pg. 87–96. 9/2013.
- "Faith: On the Couch with E.M. Cioran" (com Clancy Martin). Tin House. 2016
- "Loneliness and Politics with E. M. Cioran" (com Clancy Martin). Tin House. 2017.
- "Fernando Pessoa." BOMB Magazine. Looking Back on 2017: Literature. 2017.

## Prêmios
- National Endowment for the Arts Fellowship Award in Fiction. 2004-2005.[7][3]
- Residência artística na Literar-Mechana. Viena, Áustria. 2004.